# Stanaford
Stanaford est une census-designated place située dans le comté de Raleigh, dans l’État de Virginie-Occidentale, aux États-Unis. En 2010, sa population a été estimée à 1 350 habitants.

## Source de la traduction
- (en) Cet article est partiellement ou en totalité issu de l’article de Wikipédia en anglais intitulé « Stanaford, West Virginia » (voir la liste des auteurs).